# 史提芬·貝雲積
史提芬·查爾斯·貝雲積（荷蘭語：Steven Charles Bergwijn；1997年10月8日—）是一名荷蘭的職業足球員，司職翼鋒，現效力於沙特職業足球聯賽球會伊蒂哈德。

## 球會生涯
阿積士
2011年以前，貝雲積曾為阿積士青年軍成員，但因與訓練員發生衝突而選擇離開球隊。
燕豪芬
PSV燕豪芬及後馬上與貝雲積簽約。2014年8月9日，貝雲積在燕豪芬青年隊對阿基里斯29的荷蘭乙組足球聯賽賽事，在第77分鐘入替艾維奧·雲奧華碧克完成首次職業聯賽上陣。
貝雲積於2016–17年球季開始恆常入選球隊名單。在2017–18年球季中，面對聯賽主要對手阿積士時為球隊攻入第三球，協助球隊奪得該季聯賽冠軍。
熱刺
在2020年冬季轉會窗，貝雲積以約2500萬鎊轉投熱刺。在他的英超處子戰中即攻入他加盟以來第一個入球，助球隊戰勝曼城，賽後更被天空體育台評為本場最佳球員。
阿贾克斯
2022年7月8日，博格维恩回到荷兰，与阿贾克斯签订了一份为期五年的合同。

## 國際賽生涯
2018年10月，貝雲積首次獲教練徵召至荷蘭國家足球隊，並於10月13日歐洲國家聯賽A 3–0戰勝德國的比賽正選上陣。

## 榮譽
PSV燕豪芬
- 荷兰足球甲级联赛：2014–15年、2015–16年、2017–18年
- 告魯夫盾：2015年、2016年

個人
- 歐洲U-17足球錦標賽 最佳球員：2014年[10]
- 歐洲U-17足球錦標賽 最佳陣容：2014年[10]
- 荷兰足球甲级联赛每月最佳球員：2018年2月
- 荷兰足球甲级联赛每月最有潛力球員：2018年8月、2018年12月

## 外部連結
- Steven Bergwijn（页面存档备份，存于） at WorldFootball.net
- Steven Bergwijn （页面存档备份，存于） at Voetbal International （荷兰文）
- Steven Bergwijn（页面存档备份，存于） at OnsOranje （荷兰文）